# شاه اسماعیل سوم
شاه اسماعیل سوم صفوی (زاده ۱۱۴۶ یا ۱۱۵۱ _ درگذشته ۱۱۸۷ قمری) آخرین پادشاه اسمی دودمان صفوی بود که در واقع ۲۴ سال پادشاه ظاهری ایران بود. او کمتر از چهار ماه پس از سرنگونی شاه سلیمان دوم بر تخت نشست.

## تبار
شاه اسماعیل سوم فرزند صدرالصدور «سید مرتضی خلیفه‌سلطانی» و «مریم بیگم» دختر شاه سلطان حسین بود. شاه اسماعیل سوم از نوادگان «سید حسین خلیفه‌سلطان» (علاءالدین حسین مرعشی) بود. شهاب‌الدین مرعشی نجفی نسب او را چنین می‌داند: میرزا ابوتراب پسر نواب میرزا سید مرتضی پسر میرزا سیدعلی پسر میرزا سید مرتضی پسر نواب میرزا سیدعلی پسر سید حسین خلیفه‌سلطان. سید حسین خلیفه سلطان در دو نوبت وزیر اعظم سه تن از شاهان صفوی (شاه عباس یکم، شاه صفی و شاه عباس دوم) بود. برادر شاه اسماعیل سوم به نام میرزا احمد نیازی از شاعران سدهٔ ۱۲ هجری است که با عصمت بیگم دختر شاه تهماسب دوم ازدواج کرد.

## پیش‌زمینه
در دوران پس از قتل نادرشاه افشار، ایران دست‌خوش آشوب شد. گماشتهٔ افشاریان و شاه سلیمان دوم در اصفهان فردی به نام ابوالفتح خان بختیاری بود. از سوی دیگر یکی دیگر از خان‌های بختیاری یعنی علیمردان خان به قصد تصرف اصفهان، در منطقهٔ مورچه‌ خورت با ابوالفتح خان درگیر می‌شود اما شکست می‌خورد. علیمردان خان برای تصرف اصفهان با کریم‌خان زند متحد می‌شود و این دو می‌توانند بدون درگیری شدید و با تسلیم ابوالفتح خان و پیوستنش به اتحاد، اصفهان را بگشایند.

## وکالت علیمردان‌خان بختیاری
این سه سردار جهت مشروعیت دادن به قدرت خویش یکی از دخترزادگان شاه سلطان حسین به نام میرزا ابوتراب خلیفه‌سلطانی را با نام شاه اسماعیل سوم در ۲۵ رجب ۱۱۶۳ ه‍.ق (۲۹ ژوئن ۱۷۵۰ م) به پادشاهی برگزیدند. برخی منابع سن او را در آغاز پادشاهی ۸ و برخی دیگر ۱۷ سال ذکر کرده‌اند. شایان ذکر است که او برادران بزرگ‌تری هم داشته‌است. در این اتحاد علیمردان خان با شرط خارج نشدن از اصفهان به سمت وکیل‌الدوله (نایب‌السلطنه) برگزیده شد. ابوالفتح خان حاکم اصفهان گشت و وظیفهٔ لشکرکشی و فتح نواحی دیگر بر دوش کریم خان گذاشته شد.
علیمردان خان که وظیفهٔ تربیت شاه را بر عهده گرفته بود، پیمان شکست و امورات را بدون اطلاع شاه انجام می‌داد. او ابوالفتح خان را کشت و ادارهٔ ایالت اصفهان را به عمویش حاجی بابا بختیاری وا گذاشت. همچنین برخلاف پیمان، شاه اسماعیل سوم را با خود برداشت و به قصد تصرف شیراز از اصفهان خارج شد. این اقدامات وکیل‌الدوله سبب شد کریم خان به سوی اصفهان حرکت کرده، آن جا را تصرف کند و به برادرش محمدصادق خان بسپارد. سپس به سوی محل اقامت علیمردان خان در منطقهٔ بختیاری لشکر کشید و او را شکست داد. پادشاه نیز به کریم خان پناه برد و کریم خان در ۱۱۶۴ ه‍.ق به مقام وکالت رسید. علیمردان خان پس از مدتی در ۱۱۶۷ ه.ق توسط عده ای از نزدیکان کریم خان زند در لرستان به قتل رسید.

## وکالت کریم خان (دورهٔ اول)
کریم خان در ۱۱۶۵ ه‍.ق به قصد شکست محمدحسن خان قاجار به استرآباد (گرگان امروزی) لشکر کشید. وی در این نبرد به‌سختی شکست خورد و در این میان شاه جوان به محمدحسن خان پناه برد. شدت شکست به‌حدی بود که کریم خان بدون توقف به تهران عقب‌نشینی کرد. به‌احتمال زیاد محمدحسن خان به مقام وکالت رسید.

## وکالت محمدحسن خان قاجار
محمدحسن خان عمارات اشرف (بهشهر کنونی) را که یادگار شاهان پیشین صفوی بود، در اختیار شاه اسماعیل سوم قرار داد. هر چند که در دورهٔ وکالت محمدحسن خان، گهگاه شاه ناچار بود که در سفرهای جنگی او ضد کریم خان و آزاد خان افغان همراهی‌اش کند و مسافرت و اقامت در شهرهایی همچون آمل، ساری، اصفهان و استرآباد را تجربه نماید. سرانجام در ۱۱۷۲ ه‍.ق محمدحسن خان از شیخ‌علی خان زند شکست خورد و شاه که در اردوی محمدحسن خان بود دوباره به زندیان پناه برد. او را بااحترام نزد کریم خان در تهران فرستادند. کریم خان که رنجیده‌خاطر بود او را «نمک به حرام» خطاب کرد ولی برکنارش نکرد و حتی جشنی نیز بر پا نمود. کریم خان دوباره به مقام وکالت دست یافت.

## وکالت کریم خان (دورهٔ دوم)
کریم خان، شاه را با خود به شیراز برد و مدتی بعد او را به آباده فرستاد. وی هرگز عنوان شاهی را از او نگرفت. برای او در آباده عماراتی ساخت و مقرری تعیین نمود و هر سال در آغاز بهار و پاییز خلعت می‌فرستاد و در نامه‌هایش او را با احترام خطاب می‌نمود. شاه اسماعیل سوم نیز به صنعت چاقوسازی و نقاشی مشغول بود و چند قبضه چاقوی دست‌رنج خود را برای کریم خان فرستاد.
کریم خان در زمان حیات شاه اسماعیل سوم به ظاهر حرمت‌نگهدار خاندان صفوی بود و حداقل در یک مورد و آن هم خطاب به نمایندهٔ دولت انگلیس که برای کسب امتیازات تجاری و روابط طرفین آمده بود، از اسماعیل به عنوان شاه ایران که در آباده زندگی می‌کند و باید در این مورد تصمیم بگیرد، یاد کرده، فرستادهٔ انگلیس را به آباده ارجاع می‌دهد.

## درگذشت
شاه اسماعیل سوم در ۱۱۸۷ ه‍.ق در گذشت. گزارشی مبهم مرگ او را در آباده ذکر کرده‌است و گزارشی دیگر تأکید می‌کند که کریم خان به محض اطلاع از بیماری سخت شاه، او را به اصفهان فرستاد تا در کاخ‌های نیاکان خود چشم از این جهان بر گیرد. ظاهراً پس از درگذشت اوست که کریم خان لقب «وکیل‌الرعایا» یا «وکیل‌الخلایق» را اختیار می‌کند.

## فرزندان
کریم خان سه روز برای شاه سوگواری نمود، ولی از به پادشاهی رساندن فرزند ارشدش «حیدر میرزا» خودداری نمود و تنها به انتقال او به شیراز و پاسداشت حرمتش بسنده نمود. این حداقل احترام نیز با مرگ کریم خان پایان یافت. منابع به قتل حیدر میرزا به دستور صادق‌خان زند به دلیل همراهی و دست داشتن این شاهزاده با علیمرادخان زند در روزهایی که شیراز را محاصره کرده بود یا ترس از ادعای پادشاهی او اشاره می‌کنند. همچنین دختر بزرگ شاه اسماعیل سوم زینت‌النسا بیگم به عقد رضاقلی خان قاجار برادر سرکش آقامحمدخان قاجار درآمد و رضاقلی خان با این ازدواج خود را منتسب به خاندان صفوی نمود.